# Tikizetes spinipes
Tikizetes spinipes är en kvalsterart som beskrevs av Hammer 1967. Tikizetes spinipes ingår i släktet Tikizetes och familjen Cepheidae. Inga underarter finns listade i Catalogue of Life.